# Izrael Galil
Jiszráél Gálili (1923–1995) (eredeti neve: Izrael Balashnikov), a Galil gépkarabély megalkotója.

## Életrajza
Segített az Uzi géppisztoly kifejlesztésében. Az izraeli hadseregben a "A karabély atyja" becenéven is illették.
Fiatalkorában a Palmah zsidó földalatti ellenállási katonai szervezet egyik magas rangú parancsnoka is volt a brit mandátum alatt álló Palesztinában, ill. az a későbbi izraeli hadseregben magas tisztséget is töltött be Izrael állam megalakulását követően.
1973-ban, Izraelben érmet nyert a Galil gépkarabély megalkotásáért.
72 éves korában szívinfarktusban halt meg Tel-Avivban.